# Indolestes risi
Indolestes risi – gatunek ważki z rodziny pałątkowatych (Lestidae).